# Cueva de Pamitinan
La cueva de Pamitinan es una cueva de piedra caliza situada en las estribaciones de la Sierra Madre, cerca de la presa de Wawa, en Rizal (Filipinas). Se encuentra en el Paisaje Protegido de Pamitinan, en el barangay de San Rafael, municipio de Rodríguez. La cueva era conocida anteriormente como la "Cueva de Bernardo Carpio". Su antiguo nombre se debe a Bernardo Carpio, un personaje de la mitología filipina que fue reprendido por los dioses a causa de su insolencia. La leyenda dice que fue encadenado para siempre en el desfiladero de Montalbán, maldito para evitar que dos montañas chocaran entre sí.
El 12 de abril de 1895, Andrés Bonifacio, junto con otros ocho katipuneros, declaró la independencia de Filipinas del imperio español dentro de esta cueva. En las paredes aún se pueden leer inscripciones de "Viva la Independencia Filipina" de la época de la Revolución Filipina. El 21 de junio de 1996, la cueva de Pamitinan fue declarada lugar histórico por la Comisión Histórica Nacional de Filipinas.
Durante la Segunda Guerra Mundial, los soldados japoneses ocuparon la cueva y la utilizaron como campamento.